# Liste der bruneiischen Botschafter in Osttimor

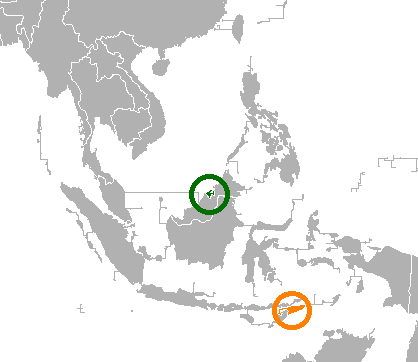
Brunei (grün) und Osttimor (orange)

Diese Liste führt die bruneiischen Botschafter in Osttimor auf. Die Botschaft befindet sich im 5. Stock des Timor Plaza Hotels in Dilis Suco Bebonuk.

## Hintergrund

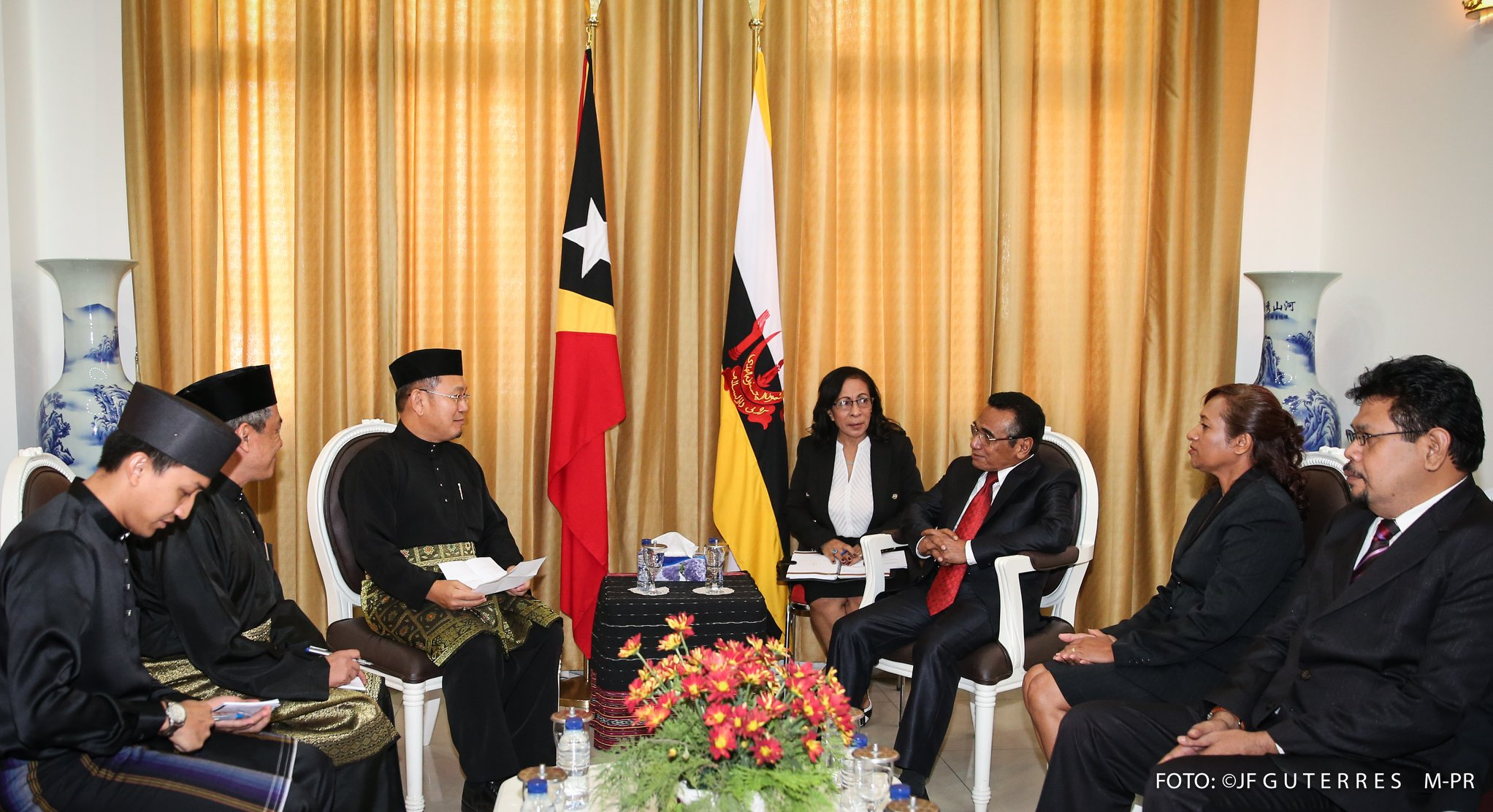
Botschafter Haji Adnan Bin Haji Mohd Jafar und Präsident Francisco Guterres (2019)

Brunei unterhält in Dili seit 2015 eine Botschaft. Der erste Botschafter Bruneis in Osttimor war bis 2016 Dato Paduka Hj Abdul Salam Momin.
| Name                                  | Amtszeit  | Anmerkungen                                                                                    |
| ------------------------------------- | --------- | ---------------------------------------------------------------------------------------------- |
| Dato Paduka Hj Abdul Salam Momin      | 2015–2016 | Erster Botschafter Bruneis in Osttimor. Ernennung: 10. März 2015, Akkreditierung: 9. Juni 2016 |
| Norazlianah binti Ibrahim             | 2016–2018 | Ernennung: 13. August 2016                                                                     |
| Haji Adnan Bin Haji Mohd Jafar        | 2019–2020 | Akkreditierung:28. Februar 2019 Verabschiedung: 17. November 2020                              |
| Wan Hadfi Lutfan bin Haji Abdul Latif | seit 2022 | Ernennung: 25. Mai 2022 Akkreditierung: 15. Juli 2022                                          |